# Anoedopoda lamellata
Anoedopoda lamellata är en insektsart som först beskrevs av Carl von Linné 1758.  Anoedopoda lamellata ingår i släktet Anoedopoda och familjen vårtbitare. Inga underarter finns listade i Catalogue of Life.